# When Men Hate
Pour plus de détails, voir Fiche technique et Distribution.
When Men Hate est un film américain sorti en 1913, tourné Jacksonville, en Floride et réalisé par Sidney Olcott, avec Jack J. Clark et Gene Gauntier.

## Fiche technique
- Réalisation : Sidney Olcott
- Scénario : Gene Gauntier
- Production : Gene Gauntier Feature Players
- Directeur de la photo :
- Décors : Allan Farnham
- Longueur : 3 000 pieds
- Date de sortie : 1913
- Distribution : Warner's Feature

## Distribution
- Gene Gauntier : Ruth Morrisson
- Jack J. Clark : Donald Weston
- Alfred Hollingsworth : Jem Morrison

## Production
Le film a été tourné à Jacksonville en Floride.